# Glafkos Klerides
Glafcos Ioannou Klerides (in greco Γλαύκος Ιωάννου Κληρίδης; Nicosia, 24 aprile 1919 – Nicosia, 15 novembre 2013) è stato un politico cipriota, Presidente della Repubblica di Cipro dal 1993 al 2003.

## Biografia
Aveva fatto parte della Royal Air Force britannica durante la seconda guerra mondiale. Nel 1942 il suo aereo fu abbattuto sulla Germania e fu catturato. Rimase prigioniero di guerra fino alla fine della guerra.
Dopo la guerra, Clerides ha studiato legge al King's College di Londra laureandosi nel 1948, e poi praticato il diritto a Cipro. È stato membro dell'organizzazione EOKA che ha cercato la liberazione di Cipro dal dominio britannico e partecipò alla lotta anticoloniale sotto lo pseudonimo di "Ypereides." Durante questo periodo ha difeso in tribunale numerosi combattenti EOKA arrestati dagli inglesi. Uno dei suoi più famosi successi è stata la preparazione di un dossier che ha enumerato e fornito prove di casi di violazioni dei diritti umani da parte dell'amministrazione britannica di Cipro e dei suoi agenti.
Clerides ha partecipato alla Conferenza di Londra del 1959 su Cipro e durante il periodo transitorio dalla amministrazione coloniale all'indipendenza (1959-1960) è stato Ministro della Giustizia. Nello stesso periodo è stato a capo della delegazione greco-cipriota nella commissione costituzionale comune.
Cipro è diventata indipendente nel 1960, e Clerides ha guadagnato potere politico come membro del Partito Democratico Unito. Nel luglio del 1960 è stato eletto alla Camera dei rappresentanti che, a loro volta, lo hanno eletto come primo presidente. Ha mantenuto questa posizione fino al 22 luglio 1976. Nelle prime elezioni presidenziali Glafcos Clerides ha sostenuto Makarios III contro Ioannis Clerides, suo padre.
La Turchia invase Cipro dopo il colpo di stato del 15 luglio 1974 in cui EOKA B, organizzazione paramilitare cipriota favorevole alla riunificazione (enōsis) con la Grecia dei colonnelli, rovesciò il presidente Makarios e installò Nikos Sampson come presidente con poteri dittatoriali. Otto giorni dopo, Sampson venne costretto a dimettersi. Lo stesso giorno, il 23 luglio 1974, Clerides assunse temporaneamente le funzioni di Presidente della Repubblica, in conformità con le disposizioni della Costituzione. Ha esercitato queste funzioni fino al 7 dicembre 1974, il giorno del ritorno di Makarios. Sia il presidente Makarios sia la Camera dei Rappresentanti hanno pubblicamente ringraziato Glafcos Clerides per la sua condotta durante quel periodo. I critici, soprattutto di Edek, si riferiscono a quel periodo come il post-golpe, implicando che la democrazia non fu completamente restaurata fino al ritorno di Makarios. Clerides invece ha ripetutamente condannato quello che ha definito "la violenza e la contro-violenza" che portarono al colpo di stato, ossia il conflitto tra EOKA-B di Grivas e "efedriko", un corpo speciale di polizia antiterrorismo formata per combattere EOKA-B.
Nel 1976 ha fondato il partito di centrodestra Raggruppamento Democratico (Demokratikos Synagermos), oggi nel PPE. È stato candidato per la presidenza di Cipro sei volte ed eletto per due mandati quinquennali, nel 1993 e nel 1998. Nel 1998 il suo avversario principale era Georgios Iakovou. È stato sconfitto nelle elezioni presidenziali del 2003 da Tassos Papadopoulos.
Durante la sua presidenza (1993-2003) Cipro prosperò notevolmente. Al momento dell'ingresso nell'Unione europea nel 2004, traguardo per cui l'amministrazione Clerides ha fortemente lavorato, Cipro era il più prospero economicamente tra i nuovi paesi membri. Clerides ha perso una parte della sua popolarità tra i ciprioti a causa del suo forte sostegno al Piano Annan per la riunificazione di Cipro. Mentre il 65% della comunità turco-cipriota ha votato a favore del piano in un referendum, la comunità greco-cipriota l'ha respinta da oltre il 75 % del voto popolare nel 2004.